# Prairie Grove (Arkansas)
Prairie Grove é uma cidade localizada no estado americano de Arkansas, no Condado de Washington.

## Demografia
Segundo o censo americano de 2000, a sua população era de 2540 habitantes.
Em 2006, foi estimada uma população de 3304, um aumento de 764 (30.1%).

## Geografia
De acordo com o United States Census Bureau, a localidade tem uma área de 5,4 km², sem área coberta por água. Prairie Grove localiza-se a aproximadamente 406 m acima do nível do mar.

## Localidades na vizinhança
O diagrama seguinte representa as localidades num raio de 24 km ao redor de Prairie Grove.